# 안전은 보장할 수 없음
《안전은 보장할 수 없음》(Safety Not Guaranteed)은 콜린 트러보로가 감독을 맡고 1997년 백우즈 홈 매거진 잡지사의 직원 존 실베이라가 시간 여행을 함께 할 동료를 찾는다는 장난 목적으로 쓴 신문의 광고에 영감을 받아 만들어진 미국의 코미디 영화이다. 2012년 선댄스 국제 영화제에 상영되어 각본상을 수상하였다.

## 출연
- 오브리 플라자 - 다리우스 브릿 역
- 마크 듀플라스 - 캐네스 캘로웨이 역
- 제이크 존슨 - 제프 슈웬슨 역
- 카란 소니 - 아르노 역
- 제니카 버제어 - 리즈 역
- 메리 린 라이스커브 - 브리짓 역
- 크리스틴 벨 - 벨린다 역
- 제프 갈린 - 다리우스의 아버지 역
- 윌리엄 홀 주니어 - 섀넌 역